# Ögmundur Kristinsson
Ögmundur Kristinsson (Reykjavík, 19 juni 1989) is een IJslands voetballer die als doelman speelt. Hij verruilde medio 2020 AE Larissa 1964 voor Olympiakos Piraeus. Ögmundur maakte in 2014 zijn debuut in het IJslands voetbalelftal. Naast het voetbal studeerde hij rechten.

## Clubcarrière
Ögmundur begon in de jeugdopleiding van Fram Reykjavík, waar hij ook acht jaar bij het eerste elftal zat en waarmee hij in 2013 de beker won. In het seizoen 2014/15 was hij reservedoelman bij het Deense Randers FC achter Kalle Johnsson. In juni 2015 tekende hij een contract voor drie seizoenen bij het Zweedse Hammarby IF. Op 31 augustus 2017 tekende hij een eenjarig contract bij Excelsior met een optie op nog een seizoen. Die optie werd niet gelicht.

## Interlandcarrière
In 2014 debuteerde Ögmundur in het IJslands voetbalelftal. Hij fungeerde in 2015 als reservedoelman in plaats van de geblesseerde eerste keuze, Hannes Þór Halldórsson. Op 9 mei 2016 maakte bondscoach Lars Lagerbäck bekend Ögmundur mee te nemen naar het Europees kampioenschap in juni 2016. Hij was een van de meest ervaren spelers in de selectie. IJsland werd in de kwartfinale uitgeschakeld door gastland Frankrijk, dat met 5–2 won.
1 Paschalakis ·
3 Ortega ·
4 Biancone ·
5 Pirola ·
8 Stamenić ·
9 El Kaabi ·
10 Martins ·
11 Velde ·
14 García ·
16 Carmo ·
17 Jaremtsjoek ·
18 Willian ·
19 Masouras  ·
20 Costinha ·
22 Chiquinho ·
23 Rodinei ·
27 Oliveira ·
30 Androutsos ·
31 Botis ·
32 Hezze ·
45 Retsos ·
65 Apostolopoulos ·
67 Koutsidis ·
74 Ntoi ·
84 Kostoulas ·
88 Tzolakis ·
96 Mouzakitis ·
97 Yazıcı ·
99 Anagnostopoulos ·
Coach: Mendilibar
· Assistent-coach: Rico
1 Hannes Þór ·
2 Birkir Már ·
3 Haukur Heiðar ·
4 Hjörtur ·
5 Sverrir Ingi ·
6 Ragnar ·
7 Jóhann Berg ·
8 Birkir ·
9 Kolbeinn ·
10 Gylfi ·
11 Alfreð ·
12 Ögmundur ·
13 Ingvar ·
14 Kári ·
15 Jón Daði ·
16 Rúnar Már ·
17 Aron  ·
18 Theódór Elmar ·
19 Hörður Björgvin ·
20 Emil ·
21 Arnór Ingvi ·
22 Guðjohnsen ·
23 Ari Freyr ·
Coach: Lagerbäck & Heimir